# Distoplectron
Distoplectron är ett släkte av insekter. Distoplectron ingår i familjen myrlejonsländor.
Kladogram enligt Catalogue of Life:
| Distoplectron | \| \| Distoplectron campbelli \| \| \| \| \| \| Distoplectron gerstaeckeri \| \| \| \| \| \| Distoplectron minus \| \| \| \| |
|               | \| \| Distoplectron campbelli \| \| \| \| \| \| Distoplectron gerstaeckeri \| \| \| \| \| \| Distoplectron minus \| \| \| \| |
|               | Distoplectron campbelli |
|               | |
|               | Distoplectron gerstaeckeri                                                                                                   |
|               | |
|               | Distoplectron minus |
|               | |